# Мертінешть (Сату-Маре)
Мертінешть, Мертінешті (рум. Mărtinești) — село у повіті Сату-Маре в Румунії. Входить до складу комуни Одореу.
Село розташоване на відстані 444 км на північний захід від Бухареста, 4 км на схід від Сату-Маре, 122 км на північний захід від Клуж-Напоки.

## Населення
За даними перепису населення 2002 року у селі проживала 271 особа.
Національний склад населення села:
| Національність | Кількість осіб | Відсоток |
| -------------- | -------------- | -------- |
| угорці         | 162            | 59,8%    |
| румуни         | 103            | 38,0%    |
| цигани         | 5              | 1,8%     |

Рідною мовою назвали:
| Мова      | Кількість осіб | Відсоток |
| --------- | -------------- | -------- |
| угорська  | 166            | 61,3%    |
| румунська | 104            | 38,4%    |